# Uhtred (Hwicce)
Uhtred (auch Uhtredus, Uhctred) war von 755 bis nach 779 ein angelsächsischer König der Hwicce.

## Leben
Die wenigen bekannten Fakten seines Lebens ergeben sich aus Urkunden, die er ausstellte oder als Zeuge unterschrieb: 
Zu Beginn der Herrschaft von Offa von Mercien (757–796) wurde Hwicce von den drei Brüdern Eanberht, Uhtred und Ealdred, die den Titel regulus (Kleinkönig) trugen, regiert. Der Macht Mercias war so stark, dass für eine Landschenkung an die Kirche die Zustimmung Offas erforderlich war. Um 770 führte er den Titel subregulus (Unterkönig). Uhtreds Todesdatum ist unbekannt.